# Xanthopimpla abnormis
Xanthopimpla abnormis là một loài tò vò trong họ Ichneumonidae.